# Thyreophora cynophila
Thyreophora cynophila är en tvåvingeart som först beskrevs av Georg Wolfgang Franz Panzer 1794.  Thyreophora cynophila ingår i släktet Thyreophora och familjen ostflugor. Inga underarter finns listade i Catalogue of Life.

## Bildgalleri

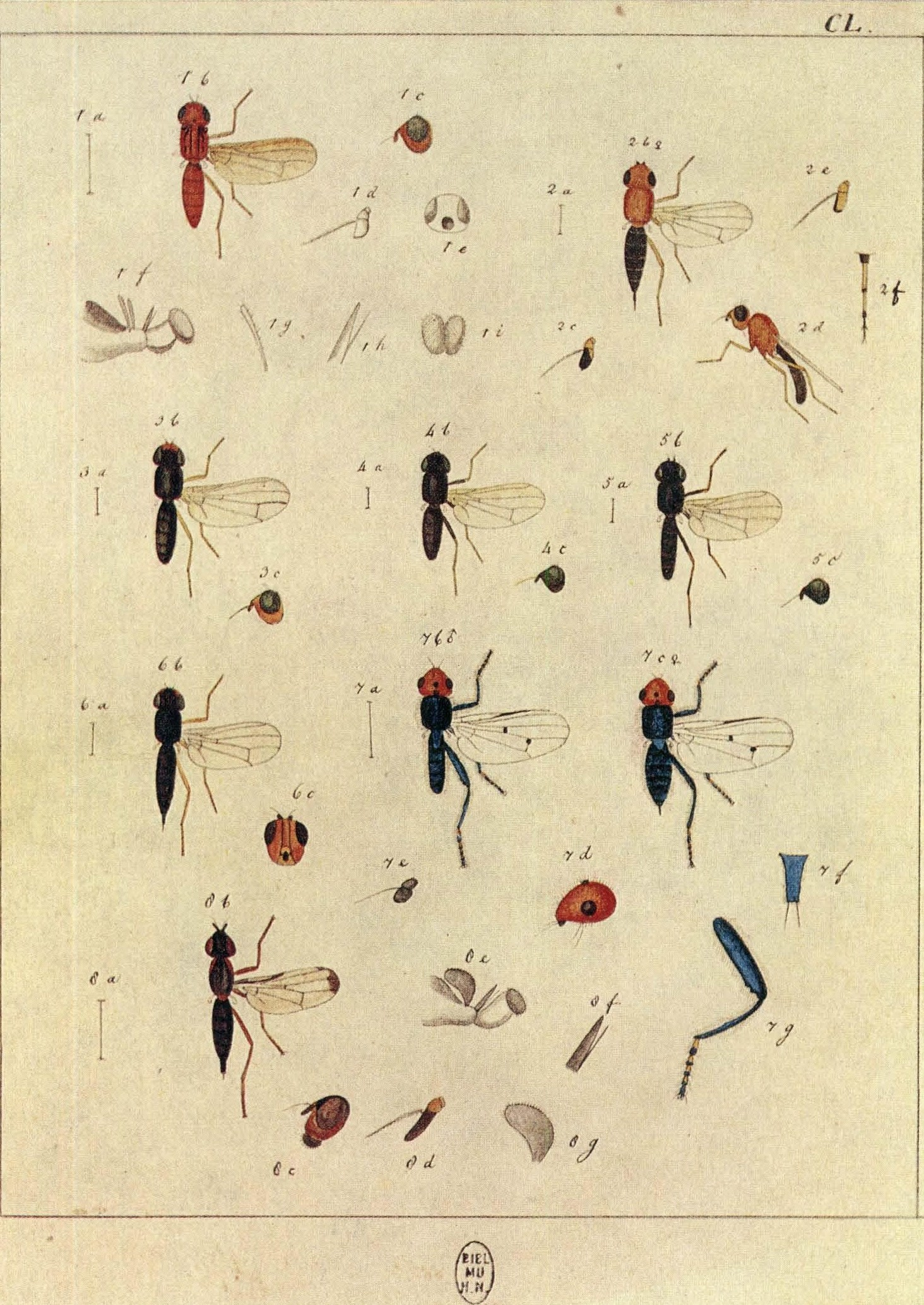